# Samoset
Samoset és una concentració de població designada pel cens dels Estats Units a l'estat de Florida. Segons el cens del 2000 tenia 3.440 habitants.

## Demografia
Segons el cens del 2000, Samoset tenia 3.440 habitants, 1.114 habitatges, i 817 famílies. La densitat de població era de 688,2 habitants/km².
Dels 1.114 habitatges en un 38,3% hi vivien nens de menys de 18 anys, en un 47,1% hi vivien parelles casades, en un 18,6% dones solteres, i en un 26,6% no eren unitats familiars. En el 21,3% dels habitatges hi vivien persones soles el 8,2% de les quals corresponia a persones de 65 anys o més que vivien soles. El nombre mitjà de persones vivint en cada habitatge era de 3,06 i el nombre mitjà de persones que vivien en cada família era de 3,5.
Per edats la població es repartia de la següent manera: un 32,1% tenia menys de 18 anys, un 9,6% entre 18 i 24, un 29,8% entre 25 i 44, un 19,5% de 45 a 60 i un 9% 65 anys o més.
L'edat mediana era de 32 anys. Per cada 100 dones de 18 o més anys hi havia 93 homes.
La renda mediana per habitatge era de 29.962 $ i la renda mediana per família de 32.700 $. Els homes tenien una renda mediana de 27.044 $ mentre que les dones 22.147 $. La renda per capita de la població era de 10.915 $. Entorn del 18,1% de les famílies i el 22,5% de la població estaven per davall del llindar de pobresa.

## Poblacions més properes
El següent diagrama mostra les poblacions més properes.